# Єзофович Абрам
Єзофович (Ребичкович) Абрам (під час вихрещення отримав ім'я — Іоан; р. н. невід. — 1519, за ін. даними, 1520) — фінансист і державний діяч. Родом з київських євреїв. Досяг високих щаблів у суспільній ієрархії Великого князівства Литовського (ВКЛ): обіймав посади смоленського старости (див. Староство), мінського війта, ковенського старости, 1509 був земським підскарбієм і одночасно членом великокняжої ради (див. Пани-рада). При нобілітації отримав герб "Леліва". Мав значні кошти, кредитував великого князя литовського і короля польського Сигізмунда I. 1518 подарував Свято-Миколаївській церкві у Вільно (нині м. Вільнюс) Київський Псалтир 1397.В науковій літературі існують гіпотези, що Є. ініціював переклад Псевдо-Арістотелевої "Таємниці таємниць" і був причетним до упорядкування Віленської збірки бібліотечних книг.